# Posta Shqiptare
Posta Shqiptare — национальная почтовая служба Албании. Posta Shqiptare sh.a. — открытая публичная компания с ограниченной ответственностью, принадлежащая правительству Албании. По состоянию на 2017 год генеральным директором компании был Лаэрт Дурай (Laert Duraj).

## История

### Истоки в Османской империи
Почтовая связь в Албании берет свое начало во времена Османской империи. На основании исторических архивов и современных источников можно предположить, что первые почтовые отделения открылись, вероятно, в 1840—1850-х годах. Более организованная связь появилась в 1878 году, в каждом городе были открыты почтовые отделения. В конце XIX — начале XX века две зарубежные судоходные компании открыли в Албании свои конторы, которые также выполняли функции почтовых отделений для доставки корреспонденции за границу. Это были Австрийский Ллойд и итальянская Компания Апулии. Они были представлены во всех прибрежных городах Албании: Шкодере, Дурресе, Влёре, Саранде и Шенгини.

### После обретения независимости
5 декабря 1912 года, через неделю после провозглашения независимости Албании, Временное правительство Исмаила Кемали основало албанскую почтовую, телефонную и телеграфную связь. Временное правительство также создало Министерство телеграфов и связи, первым министром которого стал Леф Носи. Первые албанские почтовые марки были выпущены 5 мая 1913 года. При этом правительстве было выпущено шесть различных почтовых марок.
7 июля 1913 года Временное правительство Албании подало заявку на членство во Всеобщем почтовом союзе; процесс был завершён 1 марта 1922 года. За это время 17 отделений были соединены 1400 км кабелей. Штаб-квартира в Тиране состояла из директора, четырех телеграфистов, главного телеграфиста, двух почтовых служащих и курьера. В 1938 году на территории Албании действовало 68 почтовых отделений и агентств. По мере роста итальянских инвестиций в страну всё более важной становилась потребность в коммуникациях с Италией. По этой причине албанское правительство решило построить коротковолновую радиостанцию, которая обеспечила телефонную и телеграфную связь между Римом и Тираной.

### Период строительства коммунизма (1946—1990)
Во время Второй мировой войны многие сети и линии были повреждены. В 1946 году между Тираной и Пешкопией была проложена новая телефонная линия, которая была продлена и соединила Тирану с Белградом и Скопье. Связь была налажена по всей стране, и к 1970-м годам почтовые отделения открылись в каждом городе и деревне Албании.

### Посткоммунистическая эпоха (1990-настоящее время)
Многие международные компании, такие как DHL, TNT, UPS и FedEx, начали свою деятельность в Албании. Posta Shqiptare начала предоставлять финансовые услуги. С 1998 года по 2001 год проводилась модернизация инфраструктуры за счет частных инвестиций. В сентябре 1999 года парламент одобрил закон № 8530. Согласно этому закону, почтовые услуги может оказывать любая почтовая компания, за исключением тех, которые зарезервированы за Posta Shqiptare. С 2008 года у Posta Shqiptare имеются 15 почтовых аффилированных лиц и 19 филиалов. Она обслуживает 553 почтовых отделения по всей Албании. Албанская почта (на основе PAP1) предлагает бесплатный Интернет в 553 отделениях. Албанская почта планировала начать реализацию PAP2 в сотрудничестве с префектурами, муниципалитетами и коммунами страны, добавив ещё 1200 точек бесплатного Интернета.